# Pisas katedral
Pisas katedral, italienska: Duomo di Pisa, Cattedrale metropolitana primaziale di Santa Maria Assunta, är en kyrkobyggnad i Pisa, helgad åt Jungfru Marie himmelsfärd. Katedralen, som är belägen vid Piazza del Duomo, är uppförd i romansk stil. Katedralen är säte för Ärkestiftet Pisa.

## Beskrivning
Uppförandet av katedralen inleddes år 1063 och fullbordades år 1092. Katedralen konsekrerades av påve Gelasius II år 1118. Den första mera genomgripande ombyggnaden ägde rum efter en eldsvåda år 1595. Interiören hyser verk av bland andra Cimabue, Giambologna, Giovanni Pisano, Nicola Pisano, Pietro Tacca, Andrea del Sarto och Il Sodoma. 

## Bilder

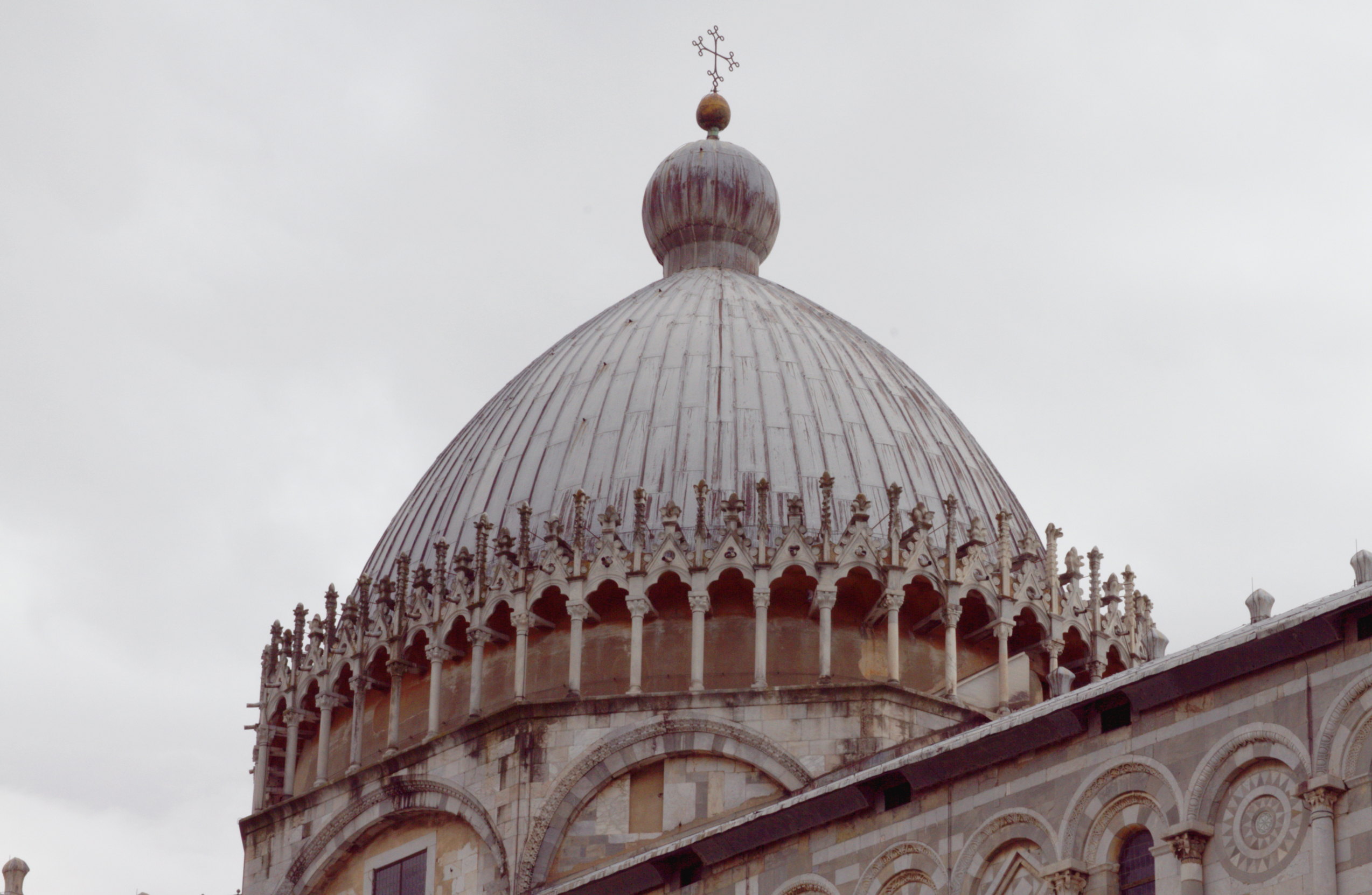
Kupolen.
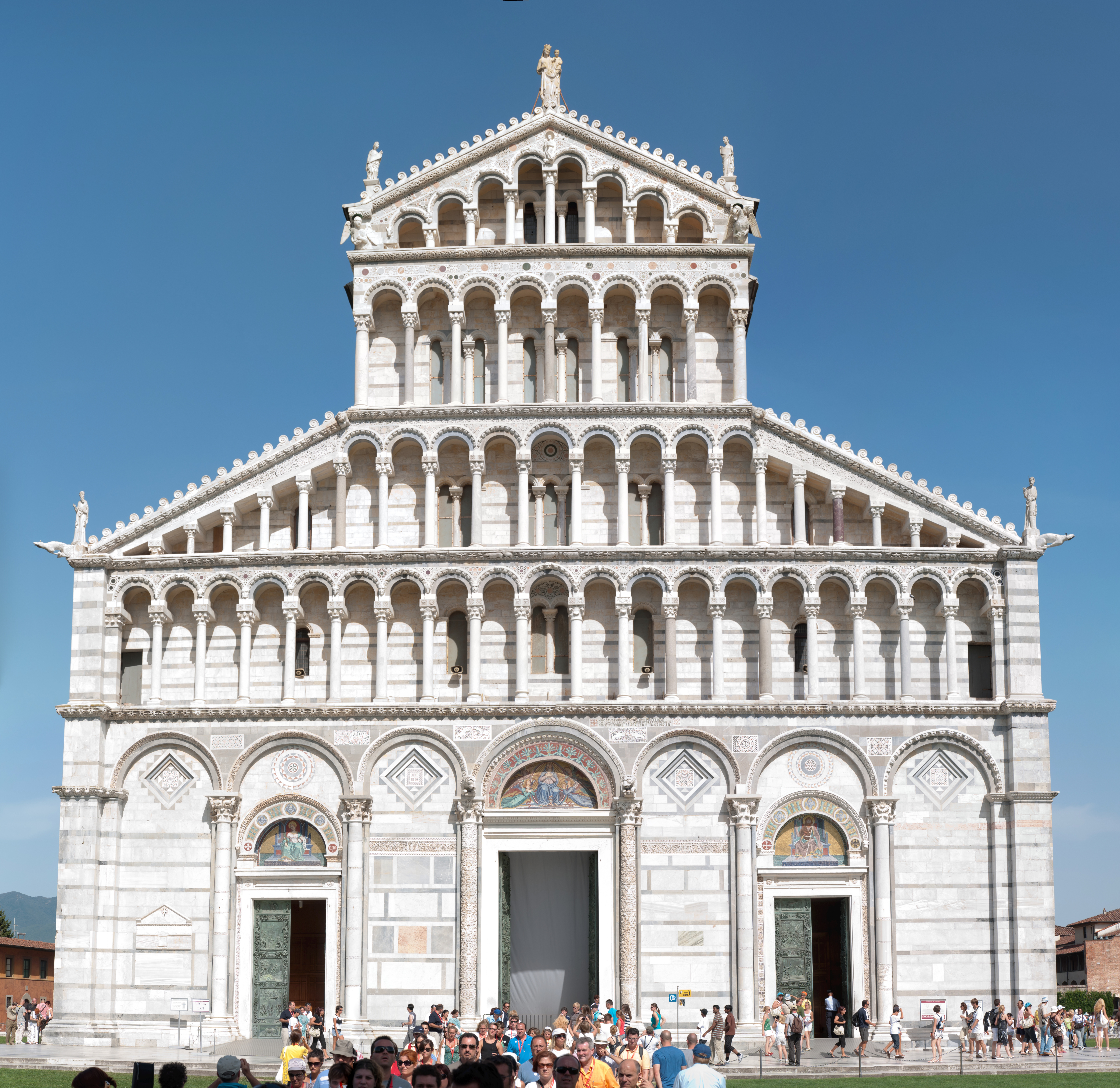
Fasaden.
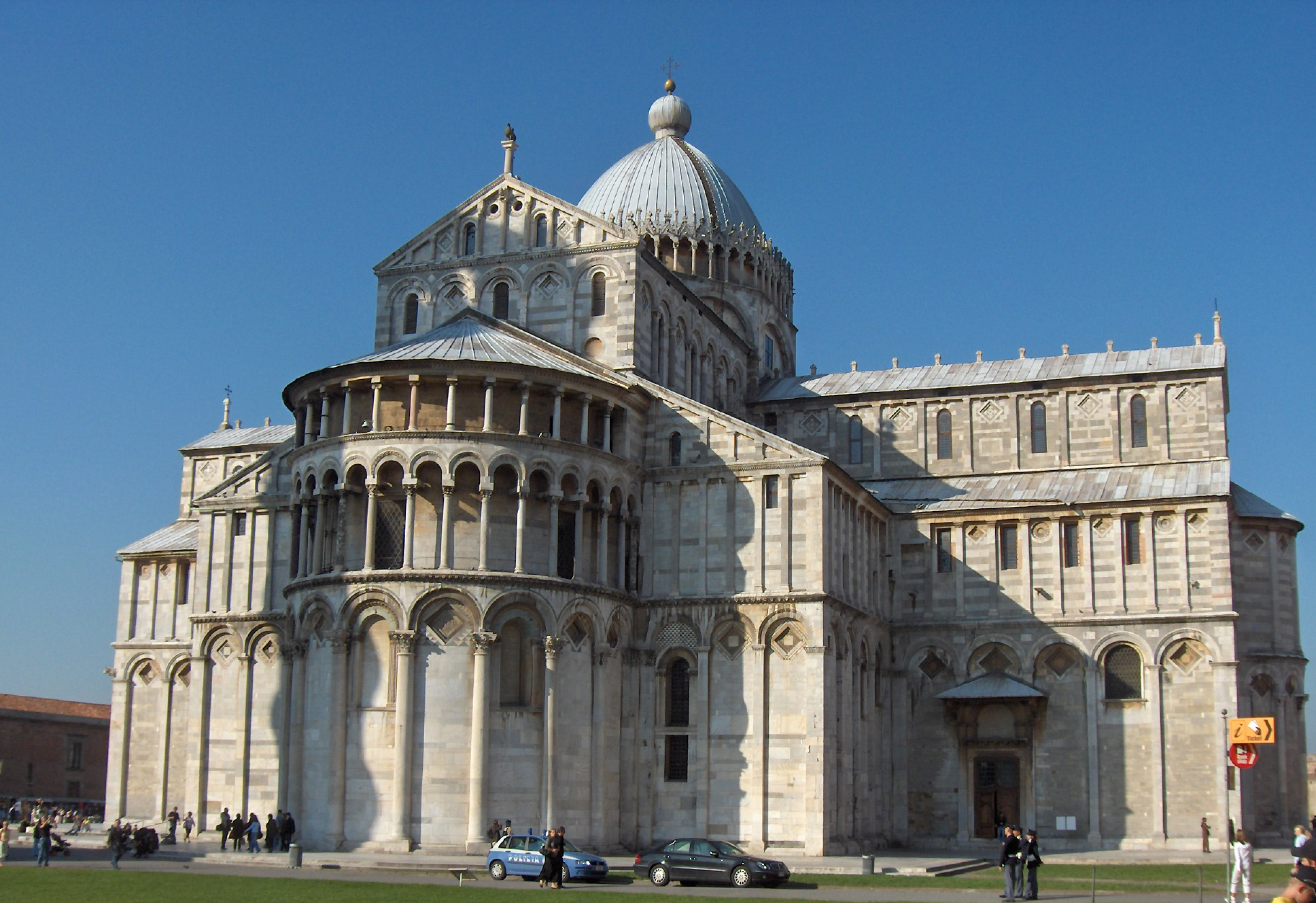
Absiden.
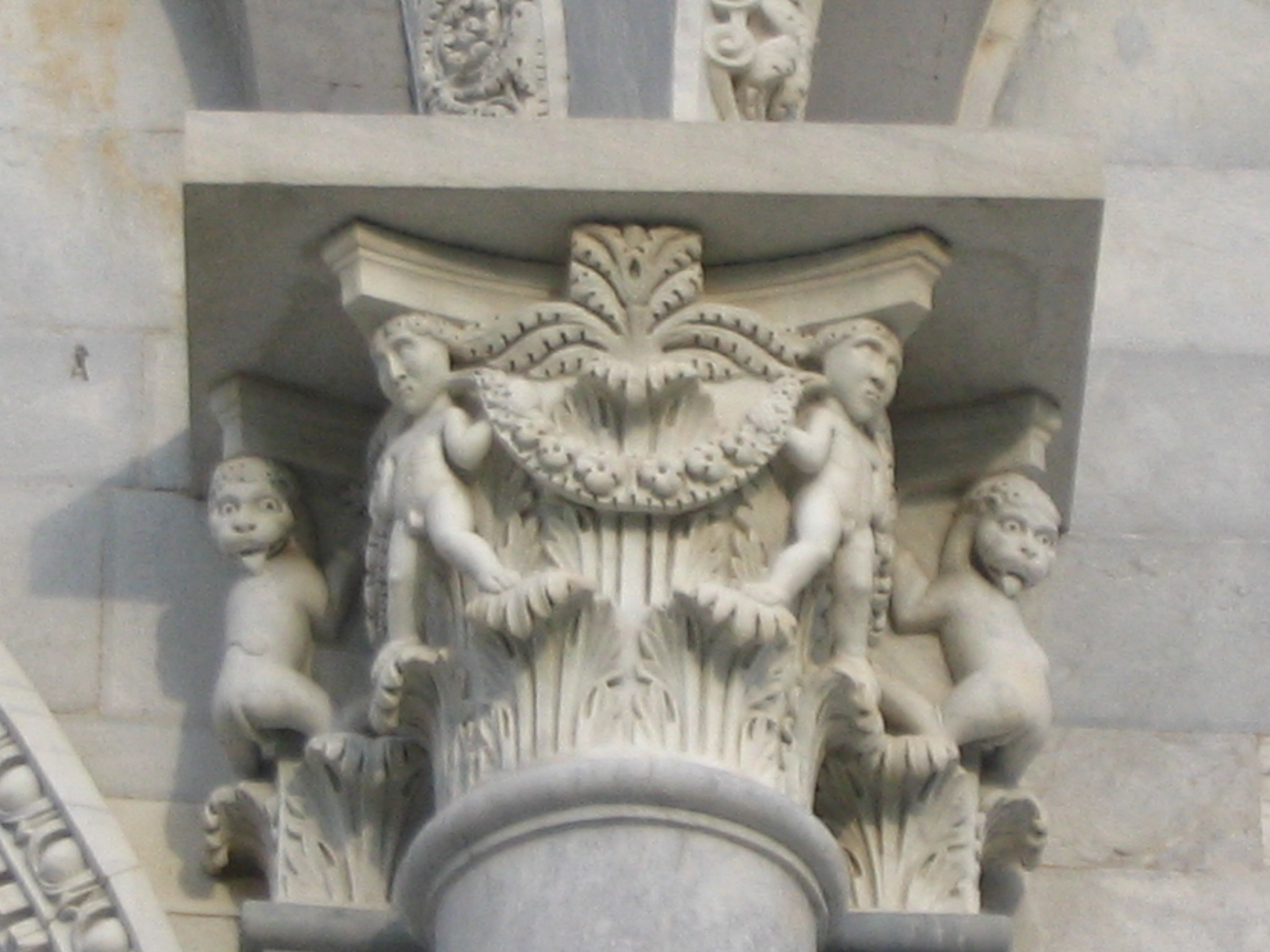
Kapitäl på fasaden.
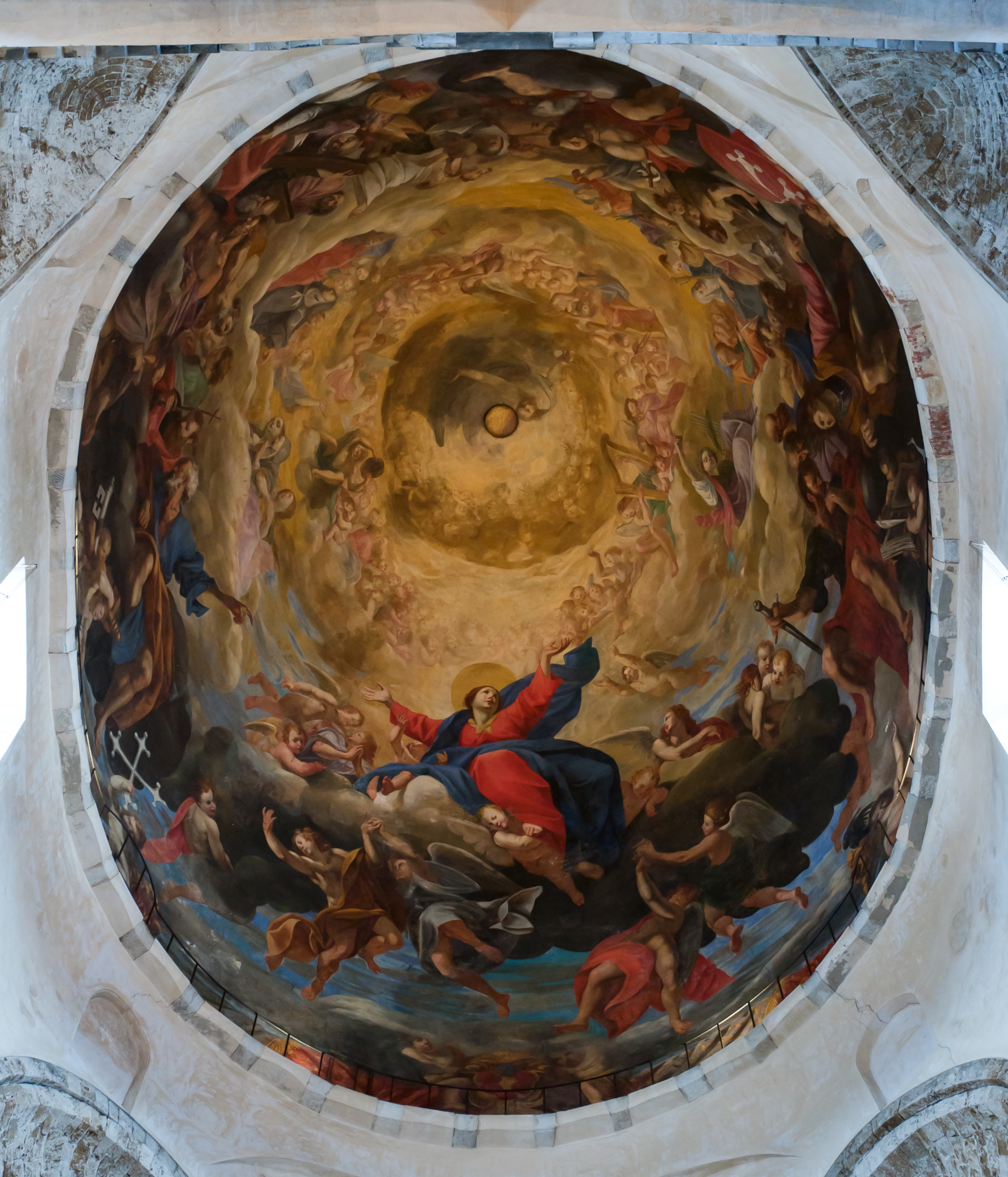
Kupolinteriören med fresken Jungfru Marie himmelsfärd.
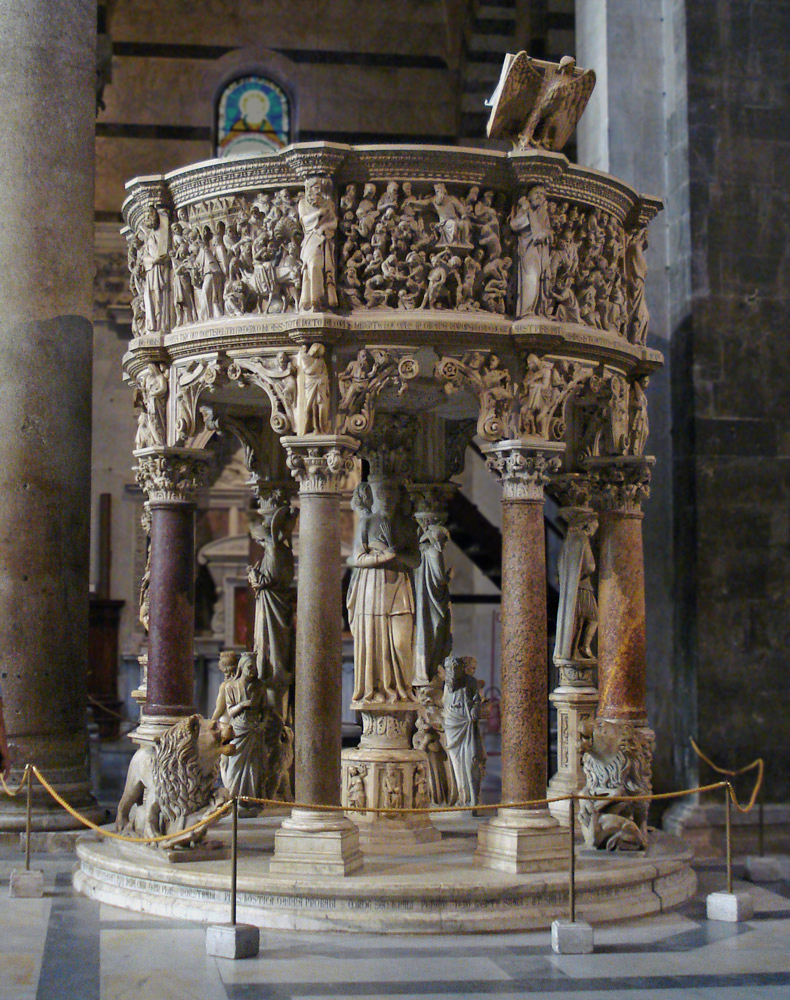
Predikstolen av Giovanni Pisano.

### Webbkällor
- ”Pisa Cathedral”. Wonder Mondo. https://www.wondermondo.com/pisa-cathedral/. Läst 22 maj 2021.